# Gjøvdals kommun
Gjøvdals kommun (norska: Gjøvdal kommune) var en kommun i Aust-Agder fylke i södra Norge. Kommunen omfattade ett område i den norra delen av nuvarande Åmli kommun. Byn Askland utgjorde kommunens centralort.

## Administrativ historik
Gjevedals kommun upprättades den 1 januari 1908 genom utbrytning ur Åmli kommun. Kommunen hade 590 invånare vid upprättandet.
1911 bytte kommunen namn från Gjevedals kommun till Gjøvdals kommun.
Den 1 januari 1960 gick Gjøvdals kommun åter upp i Åmli kommun. Kommunens hade då 362 invånare.